# Västliga malajo-polynesiska språk
Västliga malajo-polynesiska språk eller Hesperonesiska språk är en språkgrupp som ligger direkt under malajo-polynesiska språk och som omfattar närmare 500 språk med tillsammans 350 miljoner talare i sydöstra Asien. Alla de stora språken som talas i Filippinerna, Indonesien och Malaysia ingår i gruppen, till exempel tagalog, cebuano, malajiska, javanesiska och indonesiska, men även några språk från andra länder, till exempel malagassiska och chamorro.
Det är oklart om de västliga malajo-polynesiska språken verkligen är en naturligt sammanhörande familj, eller om de bara ärmalajo-polynesiska språk som "blir över" utanför gruppen central-östliga malajo-polynesiska språk. 
Gruppen kan indelas i två undergrupper:
- Borneo-filippinska språk
- Sunda-Sulawesi-språk

## Klassificering av Västliga malajo-polynesiska språk
- Borneo-filippinska språk (317 språk)
  - Barito (27 språk)
    - Malagasy
    - Ngaju Dayak

  - Kayan-Murik (17)
  - Land-Dayak (16)
  - Mesofilippinska språk (61)
    - Centralfilippinska språk (47)
      - Bikol-språk
      - Tagalog-språk
        - Tagalog
        - Filipino

      - Bisaya-språk
        - Cebuano

      - Waray-Waray

    - Kalamian (3)
    - Palawano (7)
    - Syd-Mangayan (4)

  - Nordfilippinska språk (72)
  - Nordvästra Borneospråk (84)
  - Palauan (1)
  - Punan-Nibong (2)
  - Sama-Bajaw (9)
  - Sydliga Mindanaospråk (5)
  - Sydfilippinska språk (23)
- Sunda-Sulawesi-språk (166 språk)
  - Bali-Sasak (3 språk)
  - Chamorro (1)
  - Gayo (1)
  - Javanesiska språk (5)
    - Javanesiska

  - Lampungiska språk (9)
    - Lampung

  - Maduresiska (2)
  - Malajiska språk (17)
    - Malajiska
    - Indonesiska

  - Sulawesi-språk (114)
  - Sumatra-språk (12)
    - Batak
      - Batak Dairi
      - Batak Toba

    - Nias

  - Sundanesiska språk (2)
    - Sundanesiska